# إسقاط (إدلب)
إسقاط قرية سورية تتبع ناحية سلقين في منطقة حارم في محافظة إدلب. بلغ عدد سكانها 4535 نسمة في عام 2004 حسب إحصاء المكتب المركزي للإحصاء.

## الموقع
تقع بلدة إسقاط في الزاوية الشمالية الغربية من سوريا، شمال غرب إدلب شمال شرق مدينة سلقين وتتبع إدارياً لها. تطل من الشمال الغربي على لواء اسكندرون وللبلدة حدود إدارية معه في تلك الجهة وتشرف على جبال الأمانوس.
وتبعد بلدة إسقاط عن مدينة سلقين 2 كم وعن مدينة حارم المنطقة 9 كم وعن مركز المحافظة مدينة إدلب 48 كم.
تطل بلدة إسقاط من جهة الغرب على هضبة القصير أما من جهة الشرق فيفصلها وادي (مندار) عن السلسلة الوسطى من جبال حارم. وهي تتربع فوق هضبة ترتفع 450 م فوق سطح البحر تتدرّج بانحدارها باتجاهات متعددة -نحو الشرق والشمال والغرب والجنوب الغربي - صخورها كلسية وحوّارية، وقد كانت تجري في أراضيها العديد من الينابيع في جهات مختلفة من البلدة إلا أنه وبسبب تواتر الجفاف وتزايد استهلاك المياه تسبب في جفاف معظمها ومن هذه الينابيع:
- عين الأرز
- عين عنابه
- عين البلدة، التي كانت تزود أهلها بالماء
- عين الباردة
- عين زيزا
- المنبوع
- وغيرهم ..إلخ

بالإضافة إلى عدد كبير من الأودية السيلية التي تنحدر باتجاهات مختلفة ومن أهمّها:
- وادي مندار
- وادي الحلقة
- وادي المقلة
- وادي خرفان
- وادي بتيتا
- وادي الحلبي
- وادي الدلب